# Rhopalodes scriptaria
Rhopalodes scriptaria là một loài bướm đêm trong họ Geometridae.